# Zale levida
Zale levida är en fjärilsart som beskrevs av Pieter Cramer 1777. Zale levida ingår i släktet Zale och familjen nattflyn. Inga underarter finns listade i Catalogue of Life.